# پوستلنگک (شهرستان سوکوووف)
پوستلنگک (به لهستانی:  Pustelnik) یک روستا در لهستان است که در گمینا تسرانوو واقع شده‌است.